# Jack O'Connell
Jack O'Connell (Derby, 1º agosto 1990) è un attore britannico.
È noto per aver interpretato l'adolescente James Cook nella terza, quarta e settima stagione del teen drama Skins e l'atleta olimpico Louis Zamperini in Unbroken di Angelina Jolie, pellicola che lo porta alla vittoria di un Premio BAFTA e di un National Board of Review.

## Biografia
Nato ad Alvaston, sobborgo di Derby, in Inghilterra, Jack O'Connell è stato istruito al "St Benedict Catholic School and Performing Arts College". Nel 2006 O'Connell ha esordito nel film britannico This Is England, storia di un ragazzo cresciuto nel 1980 in Inghilterra. Il film in seguito ha vinto il BAFTA al miglior film britannico. Dopo varie apparizioni in serie televisive inglesi come Holby City, Waterloo Road e Wire in the Blood, nel 2008 O'Connell ha preso parte al thriller Eden Lake. Il suo personaggio, Brett, è il leader di una banda di adolescenti e antagonista principale del film.
Tra il 2009 e il 2010 ha partecipato come co-protagonista alla terza e alla quarta stagione di Skins, serie televisiva britannica in onda su E4, nella quale interpreta James Cook; questo personaggio gli ha donato molta popolarità, soprattutto negli spettatori televisivi in età adolescenziale. Negli stessi anni è protagonista anche della miniserie televisiva Wuthering Heights, mentre nel 2009 ha recitato nel film Harry Brown. Nel gennaio 2013 torna nei panni di James Cook in Skins per la settima e conclusiva stagione. Nel 2013 ottiene inoltre il ruolo di Calisto in 300 - L'alba di un impero e di Louis Zamperini in Unbroken, diretto da Angelina Jolie. Nel 2022 partecipa al film L'amante di Lady Chatterley.

## Filmografia

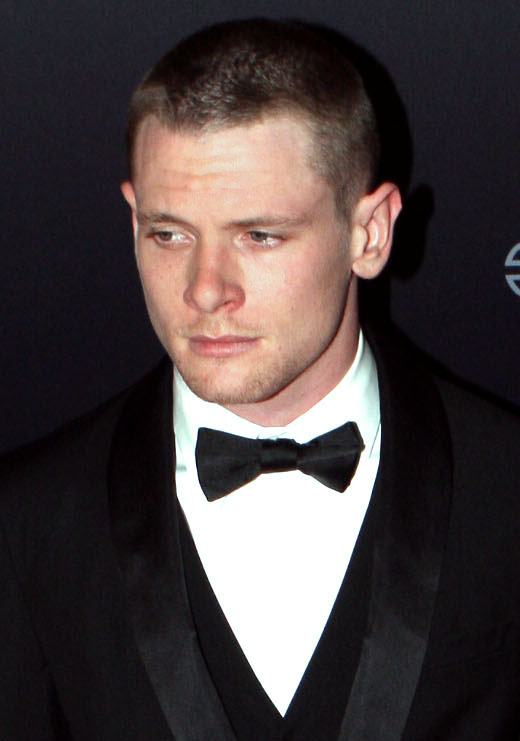
Jack O'Connell nel novembre 2014 all'anteprima di Unbroken

### Cinema
- This Is England, regia di Shane Meadows (2006)
- Eden Lake, regia di James Watkins (2008)
- Harry Brown, regia di Daniel Barber (2009)
- Weekender, regia di Karl Golden (2011)
- Tower Block, regia di James Nunn e Ronnie Thompson (2012)
- The Liability, regia di Craig Viveiros (2012)
- Private Peaceful, regia di Pat O'Connor (2012)
- Il ribelle - Starred Up (Starred Up), regia di David Mackenzie (2013)
- 300 - L'alba di un impero (300: Rise of an Empire), regia di Noam Murro (2014)
- Unbroken, regia di Angelina Jolie (2014)
- '71, regia di Yann Demange (2014)
- Money Monster - L'altra faccia del denaro (Money Monster), regia di Jodie Foster (2016)
- La ragazza dei tulipani (Tulip Fever), regia di Justin Chadwick (2017)
- L'uomo dal cuore di ferro (HHhH), regia di Cédric Jimenez (2017)
- La verità negata (Trial by Fire), regia di Edward Zwick (2018)
- Seberg - Nel mirino (Seberg), regia di Benedict Andrews (2019)
- Jungleland, regia di Max Winkler (2019)
- Little Fish, regia di Chad Hartigan (2020)
- L'amante di Lady Chatterley (Lady Chatterley's Lover), regia di Laure de Clermont-Tonnerre (2022)
- Ferrari, regia di Michael Mann (2023)
- Back to Black, regia di Sam Taylor-Johnson (2024)
- I peccatori (Sinners), regia di Ryan Coogler (2025)
- 28 anni dopo (28 Years Later), regia di Danny Boyle (2025)

### Televisione
- Doctors – serial TV, puntata 7x19 (2005)
- Metropolitan Police (The Bill) – serie TV, 4 episodi (2005)
- Waterloo Road – serie TV, episodio 2x09 (2007)
- Holby City – serie TV, episodio 9x31 (2007)
- Wire in the Blood – serie TV, episodio 5x03 (2007)
- Wuthering Heights – miniserie TV, 2 puntate (2009)
- Skins – serie TV, 17 episodi (2009-2010, 2013)
- Dive, regia di Dominic Savage – film TV (2010)
- United, regia di James Strong – film TV (2011)
- The Runaway – serie TV, 6 episodi (2011)
- Godless – miniserie TV, 7 puntate (2017)
- The North Water - miniserie TV, 5 puntate (2021)
- SAS: Rogue Heroes serie TV (2022-in corso)

## Premi e riconoscimenti
- 2015 - Festival di Cannes Trofeo Chopard Rivelazione maschile
- 2015 - Premio BAFTA alla miglior stella emergente per Unbroken
- 2015 - Nomination Empire Awards Miglior Debutto Maschile per Unbroken[1]
- 2014 - National Board of Review of Motion Pictures Miglior Performance Rivelazione Maschile per Unbroken
- 2014 - Hollywood Film Award Miglior Novità per Unbroken
- 2014 - Nomination London Critics Circle Film Awards Attore Inglese dell'Anno per Unbroken
- 2014 - British Independent Film Award Miglior Attore per '71
- 2014 - New York Film Critics Online Awards Miglior Performance Rivelazione Maschile Unbroken
- 2014 - Dublin Critics Circle Film Awards Miglior rivelazione per Unbroken
- 2013 - Dublin International Film Festival Award Miglior Attore per Starred Up
- 2013 - Les Arcs International Film Festival Award Miglior Attore per Starred Up
- 2013 - Nomination British Independent Film Award Migliore Attore per Starred Up
- 2013 - National Board of Review of Motion Pictures Miglior Performance Rivelazione Maschile per Starred Up
- 2013 - New York Film Critics Online Awards Miglior Performance Rivelazione Maschile per Starred Up
- 2010 - TV Choice Award Miglior Attore per Skins
- 2010 - TV Quick Award Miglior Attore per Skins
- 2010 - Nomination Monte-Carlo TV Festival Award Migliore Attore In Una Serie Drammatica per Skins
- 2008 - Fright Meter Award Miglior Attore Non Protagonista per Eden Lake
- 2008 - International Fantasy Film Award Miglior Attore per Eden Lake

## Doppiatori italiani
Nelle versioni in italiano delle opere in cui ha recitato, Jack O'Connell è stato doppiato da:
- Andrea Mete in The Liability, Trial By Fire, 28 anni dopo
- Davide Perino in Unbroken, L'uomo dal cuore di ferro, The North Water
- Alessio De Filippis in Skins, Harry Brown
- Marco Vivio in La ragazza dei tulipani, Ferrari
- Raffaele Carpentieri ne L'amante di Lady Chatterley
- Davide Albano in '71
- Alessandro Tiberi in Money Monster - L'altra faccia del denaro
- Lorenzo De Angelis in Il ribelle - Starred Up
- Niccolò Guidi in 300 - L'alba di un impero
- Stefano Crescentini in Seberg - Nel mirino
- Massimo Di Benedetto in This Is England
- Simone Veltroni in Godless
- Alessio Puccio in Eden Lake
- Emanuele Ruzza in Back to Black
- Gabriele Sabatini ne I peccatori